# Formosiomima nigromaculata
Formosiomima nigromaculata är en tvåvingeart som först beskrevs av Malloch 1929.  Formosiomima nigromaculata ingår i släktet Formosiomima och familjen spyflugor. Inga underarter finns listade i Catalogue of Life.